# Liocheles australasiae
Espèce
Synonymes
- Scorpio australasiae Fabricius, 1775
- Ischnurus complanatus C. L. Koch, 1837
- Scorpio gracilicauda Guérin Méneville, 1843
- Scorpio cumingii Gervais, 1844
- Chactas brunneus Bellevoye, 1870
- Ischnurus pistaceus Simon, 1877
- Hormurus australasiae suspectus Thorell, 1888
- Buthus brevicaudatus Rainbow, 1897
- Hormurus brevidigitatus Werner, 1936

Liocheles australasiae est une espèce de scorpions de la famille des Hormuridae.

## Distribution
Cette espèce se rencontre en Inde, au Bangladesh, en Thaïlande, en Birmanie, au Viêt Nam, en Malaisie, en Indonésie, au Timor oriental, aux Philippines, en Chine, en Corée, au Japon, aux îles Mariannes, aux îles Marshall, aux Palaos, aux États fédérés de Micronésie, en Australie, Papouasie-Nouvelle-Guinée, aux Îles Salomon, au Vanuatu, en Nouvelle-Calédonie, aux Tuvalu, aux Fidji, aux Tonga, aux Samoa et en Polynésie française.

## Description

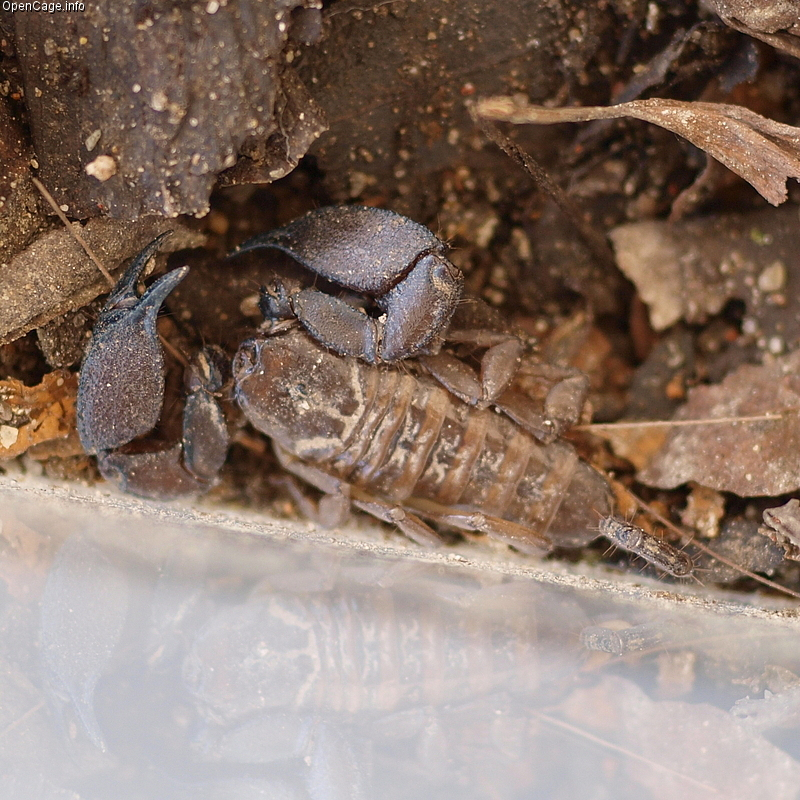
Liocheles australasiae en captivité.

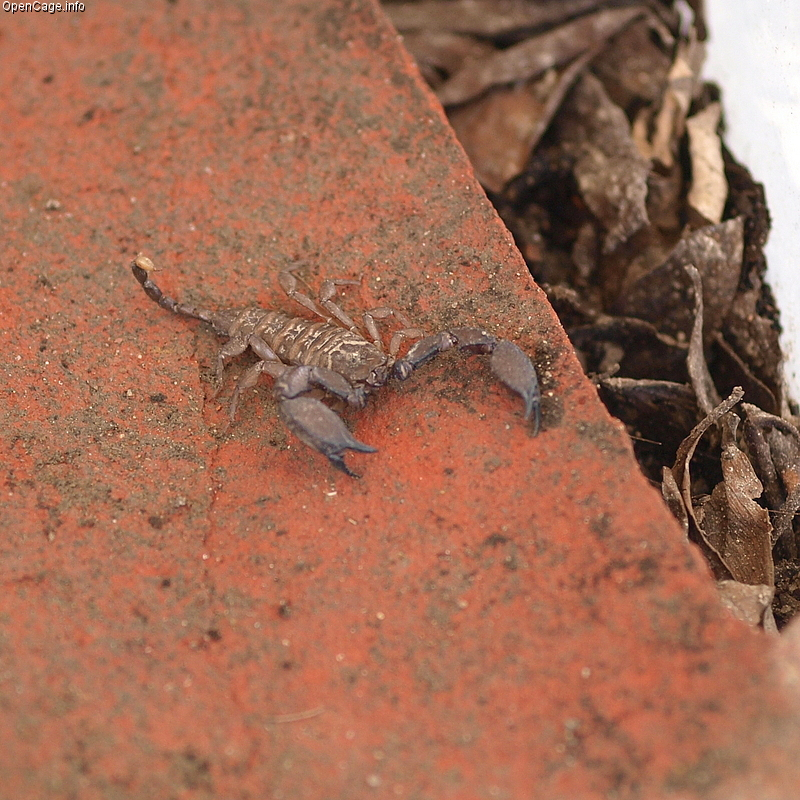
Liocheles australasiae

Liocheles australasiae mesure jusqu'à 40 mm.

## Systématique et taxinomie
Cette espèce a été décrite sous le protonyme Scorpio australasiae par Fabricius en 1775. Elle est placée dans le genre lschnurus par C. L. Koch en 1837, dans le genre Hormurus par Thorell en 1876 puis dans le genre Liocheles par Karsch en 1881.
Liocheles australasiae longimanus a été élevée au rang d'espèce par Monod en 2011.

## Étymologie
Son nom d'espèce lui a été donné en référence au lieu de sa découverte, l'Australasie.

## Publication originale
- Fabricius, 1775 : Systema entomologiae, sistens insectorum classes, ordines, genera, species, adiectis, synonymis, locis descriptionibus observationibus. Flensburg and Lipsiae.